# 1er bataillon de parachutistes vietnamiens
Pour les articles homonymes, voir 1er bataillon.
Le 1er bataillon de parachutistes vietnamiens  (ou 1er BPVN ou encore 1er Bawouan) est une unité parachutiste de l'Armée nationale vietnamienne constituée le 15 juillet 1951 à Saigon en Indochine.

## Création et différentes dénominations
Il est formé à partir de deux compagnies parachutistes vietnamiennes existantes, dont la 1re compagnie de la Garde aux ordres du lieutenant de Haynin et de volontaires du 1er BCCP (bataillon colonial de commandos parachutistes).
C'est l'un des cinq bataillons de parachutistes vietnamiens créés entre 1951 et 1954 (avec les 3e, 5e, 6e et 7e BPVN), à la suite de la politique de De Lattre de Tassigny visant à la création d'une armée vietnamienne.
Le bataillon comprend dès l'origine une CCB et 4 compagnies de combat.

## Chefs de corps
- Capitaine Le Quang Trieu : 7 septembre 1951 au 20 janvier 1952.
- Capitaine Vervelle : 20 janvier 1952 [Quoi ?]
- Capitaine François Buttner 20 janvier 1952- 28 janvier 1953 (gravement blessé à Han- Ké) [Où ?]
- Capitaine Picherit : 8 janvier 1954

## Historique des garnisons, campagnes et batailles
- Opération Pirate : 30 août au 9 septembre 1951
- Opération Bretagne : 15 au 19 décembre 1951
- Opération Chaumière : 25 avril 1952
- Opération Éole : 15 mai 1952
- Opération Cabestan : 15 juin 1952
- Opération Quadrille : 4 juillet 1952
- Bataille de Na San : fin 1952 début 1953
- Opération Atlas : 9 au 29 avril 1953
- Opération Quercy : du 12 au 25 novembre 1953

## Sources et bibliographie
- Collectif, Histoire des parachutistes français, Société de Production Littéraire, 1975.